# Даґ Чиан
Даґ Чиан (кит.: 江道格; англ. Doug Chiang; нар. 16 лютого 1962) — американський кінорежисер і художник. Зараз він є віцепрезидентом і виконавчим креативним директором Lucasfilm.

## Раннє життя
Чан народився в Тайбеї, Тайвань. Його батько поїхав до Мічигану в Сполучених Штатах, щоб навчатися в коледжі, і перевіз сім'ю до Дірборна, штат Мічиган, коли Чиану було 5 років. Його батьки заохочували його асимілюватися з американською культурою, розмовляючи більше англійською, що Чан описав як один зі способів, за допомогою яких сім'я намагалася вписатися. Тому Чиан із роками втратив здатність розмовляти китайською. Проте, він охарактеризував свій спосіб життя як «все ще дуже культурний китайський», посилаючись на сувору трудову етику, нав'язану його батьками.
Чиан був натхненний оригінальним фільмом «Зоряні війни» та супровідною книгою про художній дизайн. До 1982 року він вивчав промисловий дизайн у коледжі творчих досліджень. Пізніше він вивчав кіновиробництво в Університету Каліфорнії в Лос-Анджелесі і закінчив його в 1986 році. Під час навчання в коледжі він був ілюстратором і арт-директором для Daily Bruin і брав участь в Асоціації китайських американців.

## Кар'єра
Наприкінці 1980-х років він працював на різних продакшн-студіях, включаючи Rhythm and Hues. Зрештою Чиан приєднався до Industrial Light & Magic як креативний директор, де він працював над такими фільмами, як «Термінатор 2: Судний день» (1991) і «Форрест Ґамп» (1994). У 1995 році його найняли очолити художній відділ Lucasfilm; він був директором дизайну «Зоряних війн: Епізод I — Прихована загроза» (1999) та «Епізод II — Атака клонів» (2002). Після цього він був художником-постановником фільму Роберта Земекіса «Полярний експрес». Крім кіно, він співпрацював з письменником Орсоном Скоттом Кардом над ілюстрованою науково-фантастичною книгою під назвою Robota.
Він заснував DC Studios у 2000 році, головним проєктом якого було його творіння Робота. Разом з анімаційною студією Sparx у Хошиміні він створив кілька анімаційних короткометражних фільмів, що зображують світ Роботи в дії.
У 2004 році Чиан став співзасновником Ice Blink Studios і працював на Земекіса над «Беовульфом». У 2007 році Ice Blink закрився, став ядром закладу для ImageMovers Digital, новаторської анімаційної студії захоплення продуктивності.
Чиан повернувся до франшизи «Зоряних воєн» як концептуальний художник для «Пробудження сили», а також художник-постановник для «Бунтар Один». Інші його «Зоряні війни» включають фільми «Соло» і «Повстання Скайвокера», а також телесеріали «Мандалорець» і «Обі-Ван Кенобі».

## Нагороди
За свою кар'єру Чиан отримав численні нагороди, зокрема премію «Оскар» і премію BAFTA за фільм «Смерть їй личить», премію BAFTA за фільм «Форрест Гамп», премію «ФОКУС» за його незалежний фільм «Психічна блокада», премію «Кліо» за роботу над рекламою Malaysian Airlines і The Нагорода BrandLaureate.

## Праці

### Фільми
- Привид (1990) (художній керівник візуальних ефектів: ILM)
- The Doors (1991) (художній керівник візуальних ефектів: ILM)
- Кара небесна (1991) (художній керівник візуальних ефектів)
- Термінатор 2: Судний день (1992) (художній керівник візуальних ефектів: ILM)
- Смерть їй личить (1992) (художній керівник візуальних ефектів: ILM)
- Форрест Гамп (1994) (художній керівник візуальних ефектів: ILM)
- Маска (1994) (керівник візуальних ефектів)
- Джуманджі (1995) (художній керівник візуальних ефектів: ILM)
- Зоряні війни: Епізод I — Прихована загроза (1999) (режисер-дизайнер, художник-постановник візуальних ефектів: ILM)
- Зоряні війни: Епізод II — Атака клонів (2002) (керівник концепції)
- Полярний експрес (2004) (художник-постановник)
- Війна світів (2005) (концепт-художник)
- Будинок монстр (2006) (керівник концепції)
- Беовульф (2007) (художник-постановник)
- Різдвяна історія (2009) (художник-постановник)
- Мами застрягли на Марсі (2011) (художник-постановник)
- Зоряні війни: Пробудження сили (2015) (концепт-художник)
- Бунтар Один. Зоряні Війни. Історія (2016) (художник-постановник)
- Соло. Зоряні Війни. Історія (2018) (керівник дизайну)
- Зоряні війни: Скайвокер. Сходження (2019) (керівник дизайну)

### Телебачення
- Мандалорець (2019–2023) (художник-постановник, арт-директор)
- Обі-Ван Кенобі (2022) (художник-постановник)
- Асока (2023) (художник-постановник, арт-директор)
- Зоряні війни: Кістяк Команди (2024) (художник-постановник)

### Книги
- Робота (2003) (співавтор сценарію, ілюстратор)
- Механіка: Створення мистецтва наукової фантастики з Даґом Чианом (2008, 2015) (письменник, ілюстратор)[12]
- Мистецтво Зоряних воєн: Концепти (серія «Зоряні війни: Мистецтво») (2013) (вступ, художник-концепт)
- Мистецтво Зоряних воєн: Пробудження сили (2015) (концепт-художник)

### Відео ігри
- Card Soldier Wars (2008) (художник)
- The Looking Glass Wars Card Game (2009) (художник)